# Nombre de Weissenberg

El diagrama de Pipkin mostra diferents règims de flux d'un material pel que fa al nombre de Deborah i al nombre de Weissenberg

El nombre de Weissenberg (Wi) és un nombre adimensional utilitzat en l'estudi dels fluxos viscoelàstics. Es diu així en honor de Karl Weissenberg. El nombre adimensional compara les forces viscoses amb les forces elàstiques. Es pot definir de manera variable, però normalment es dona per la relació del temps de relaxació de la força del fluid i un temps de procés específic. Per exemple, en una cisalla simple constant, el nombre de Weissenberg, sovint abreujat com Wi o We, es defineix com la velocitat de cisallament {\displaystyle {\dot {\gamma }}} vegades el temps de relaxació {\displaystyle \lambda }.
Usant el model Maxwell i el model Oldroyd-B, les forces elàstiques es poden escriure com la primera força normal (N1).
{\displaystyle {\text{Wi}}={\dfrac {\mbox{forces elàstiques}}{\mbox{forces viscoses}}}={\frac {\tau _{xx}-\tau _{yy}}{\tau _{xy}}}={\frac {\lambda \mu {\dot {\gamma }}^{2}}{\mu {\dot {\gamma }}}}={\dot {\gamma }}\lambda .\,}
Atès que aquest nombre s'obté a partir de l'escalat de l'evolució de la força, conté opcions per la velocitat de cisallament o d'allargament, i la longitud de l'escala. Per tant, s'ha de donar la definició exacta de tots els nombres no dimensionals, així com el nombre en si mateix.
Tot i que Wi és similar al nombre de Deborah i sovint es confon en la literatura tècnica, tenen interpretacions físiques diferents. El nombre de Weissenberg indica el grau d'anisotropia o orientació generada per la deformació, i és apropiat per descriure els fluxos amb una història d'estirament constant, com ara un simple cisallament. En canvi, el nombre de Deborah s'ha d'utilitzar per descriure els fluxos amb una història d'estirament no constant i representa físicament la velocitat a la qual s'emmagatzema o allibera l'energia elàstica.